# バラード・ベスト・コレクション〜夢〜
『バラード・ベスト・コレクション〜夢〜』(バラード・ベスト・コレクション〜ゆめ〜）は、岩崎宏美のベスト・アルバムである。

## 解説
- 自身選曲によるバラード・ベスト。
- ボーナストラックとして未発表新曲の「ジェシカ」を収録。

## 収録曲
1. 夢
  - 作詞・作曲：さだまさし／編曲：古川昌義
2. 月見草
  - 作詞：阿久悠／作曲：筒美京平／編曲：萩田光雄
3. 思秋期
  - 作詞：阿久悠／作曲・編曲：三木たかし
4. すみれ色の涙
  - 作詞：万里村ゆき子／作曲：小田啓義／編曲：萩田光雄
5. 聖母たちのララバイ
  - 作詞：山川啓介／作曲：木森敏之・John Scott／編曲：木森敏之
6. 家路
  - 作詞：山川啓介／作曲・編曲：木森敏之
7. 好きにならずにいられない
  - 作詞：松井五郎／作曲：山川恵津子／編曲：奥慶一
8. 小さな旅
  - 作詞：山川啓介／作曲：大野雄二／編曲：奥慶一
9. 愛という名の勇気
  - 作詞：大津あきら／作曲：安部恭弘／編曲：萩田光雄
10. 朝が来るまで
  - 作詞：藤田千章／作曲：佐藤竹善／編曲：13CATS
11. 笑顔をみせて
  - 作詞：岩崎宏美／作曲：塩谷哲／編曲：13CATS
12. My Darling
  - 作詞：岩崎宏美／作曲：竹内まりや／編曲：清水信之
  - 12thアルバム『Love Letter』収録曲。
13. 二人をすべて
  - 作詞：佐藤ありす／作曲・編曲：奥慶一
  - 18thアルバム『よくばり』収録曲。
14. 真珠貝の歌
  - 作詞：岩谷時子／作曲・編曲：樋口康雄
  - 22ndアルバム『きょうだい』収録曲。
15. WISHES
  - 作詞：橋本淳／作曲・編曲：筒美京平
  - 9thアルバム『WISH』収録曲。
16. あとかたもなく
  - 作詞：エリ／作曲：松田良／編曲：T.N.T.M.
17. ジェシカ
  - 作詞：山田ひろし／作曲：松本俊明
  - 未発表新曲。